# يوفال شارف
يوفال شارف (بالعبرية: יובל שרף‏) هي عارضة وممثلة إسرائيلية، ولدت في 4 يونيو 1985 في إسرائيل.

## أعمال

### أفلام
- (2013) أنا عربية

## وصلات خارجية
- يوفال شارف على موقع IMDb (الإنجليزية)
- يوفال شارف على موقع أول موفي (الإنجليزية)
- يوفال شارف على موقع قاعدة بيانات الفيلم (الإنجليزية)